# Свято-Владимирское кладбище
Свято-Владимирское кладбище (англ. St. Vladimir’s Cemetery) — русское православное кладбище в штате Нью-Джерси, США. Расположено в тауншипе Джэксон округа Ошен. На кладбище три основных сектора, где похоронены русские эмигранты, казаки и буддисты-калмыки.

## История
С конца XIX века и до начала Второй мировой войны в Нью-Джерси прибыло несколько волн русских эмигрантов. Среди них было множество представителей белого движения. В 1935 году для захоронения представителей общины русских эмигрантов в тауншипе Джэксон было основано Свято-Владимирское кладбище. В 1968 году на кладбище была построена церковь Рождества Пресвятой Богородицы (изначально часовня). В 1971 году была построена часовня Иоанна Крестителя в память о выдаче казаков в Лиенце. В 1991 году для часовни был изготовлен иконостас (авторы П. В. Добролюбов и К. А. Протопопов).

## Захоронения
15 декабря 1952 года на кладбище был перезахоронен белый генерал Антон Иванович Деникин. Его могила располагалась южнее церкви Рождества Пресвятой Богородицы. В 2005 году его останки были перезахоронены в Москве на кладбище Донского монастыря.
На кладбище также похоронены генералы Фёдор Абрамов и Пётр Попов, композитор Александр Гречанинов, создатель хора донских казаков Сергей Жаров, скульптор и иллюстратор Сергей Корольков, химик Владимир Ипатьев.
На кладбище множество могил кубанских и донских казаков. Имеются памятники, посвящённые врачам, профессорам, библиотекарям и солдатам. Перед церковью установлен обелиск, увенчанный звездой, посвящённый местным жителям, погибшим во время высадки в Нормандии. Среди памятников можно найти абстрактную мраморную фигуру и рыцаря с мечом почти в натуральную величину.
В задней части кладбища расположен участок, где похоронены десятки калмыцких буддистов. Их могилы из серого гранита украшены мандалами и эмалированными портретами умерших.

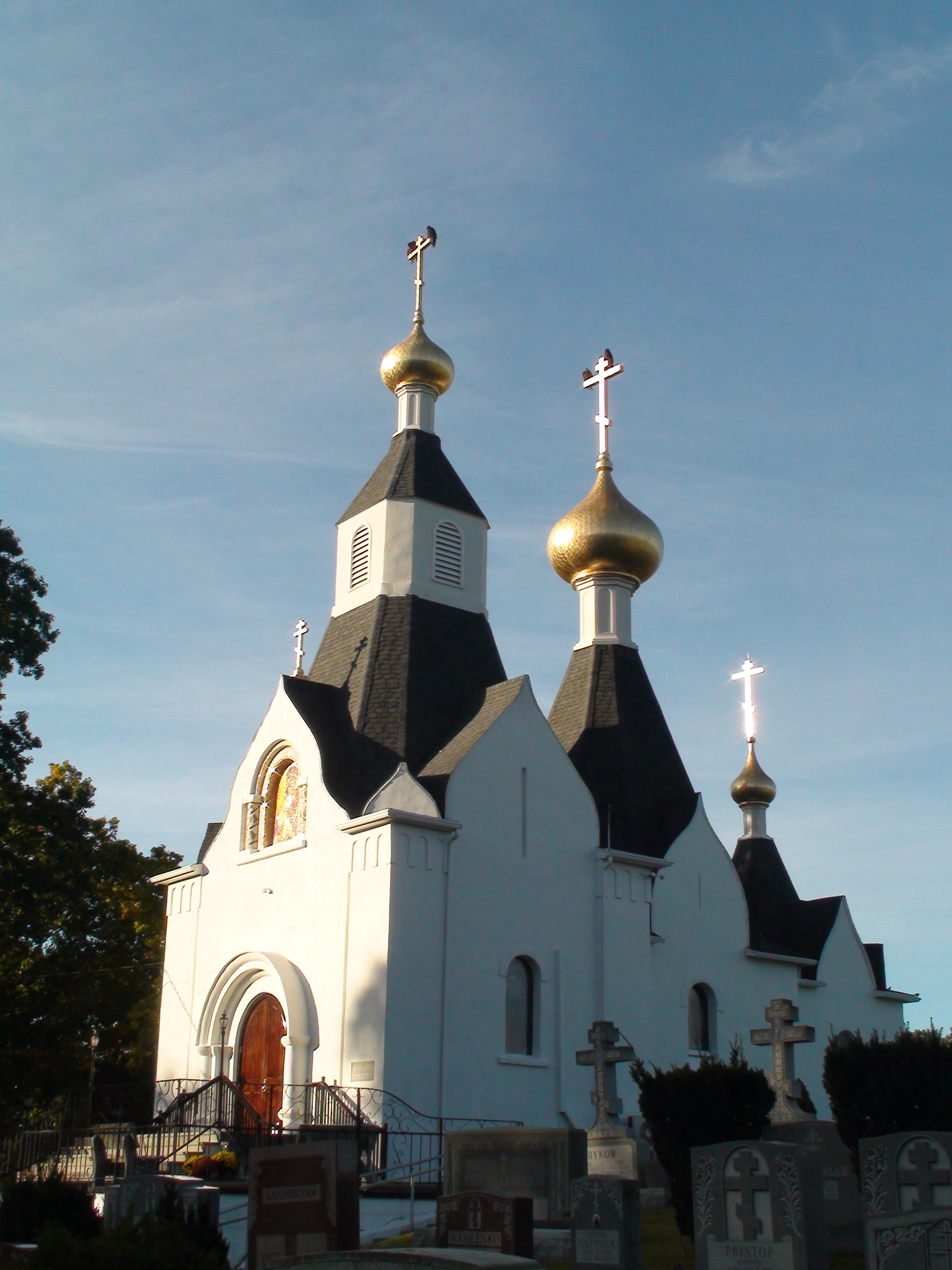
Церковь Пресвятой Богородицы
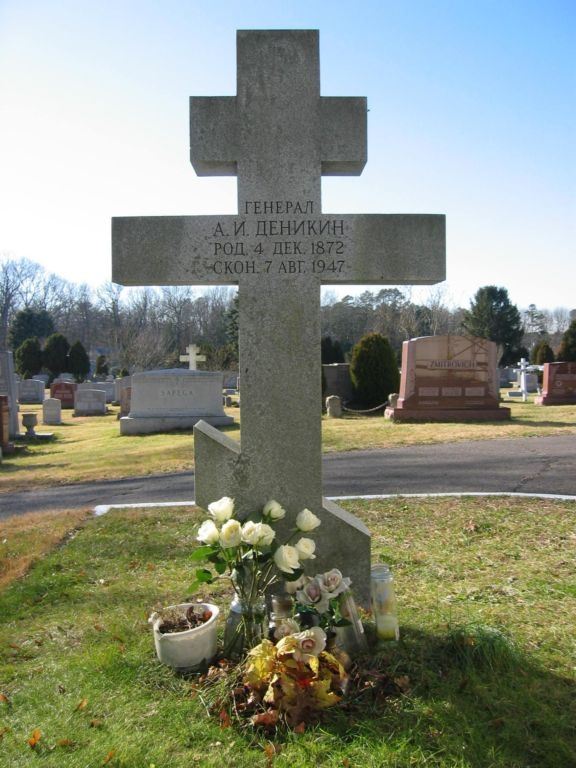
Могила А. И. Деникина (февраль 2005)
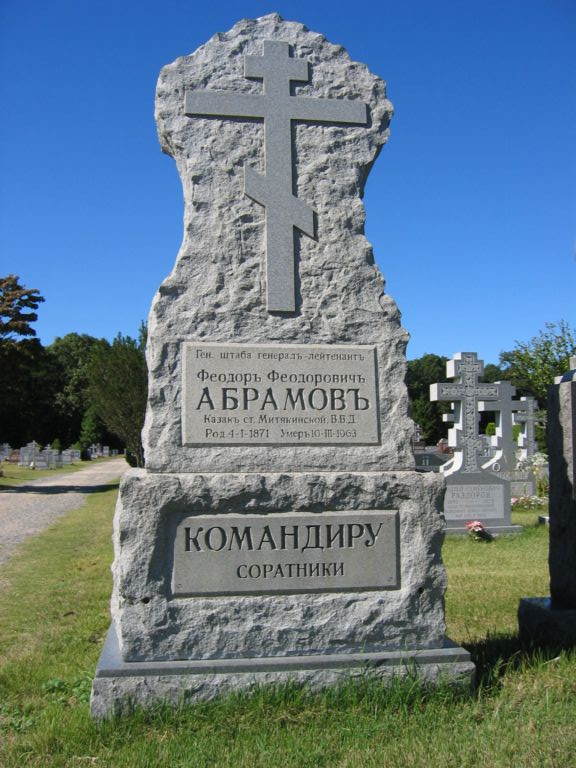
Могила Ф. Ф. Абрамова
Могила П. Х. Попова
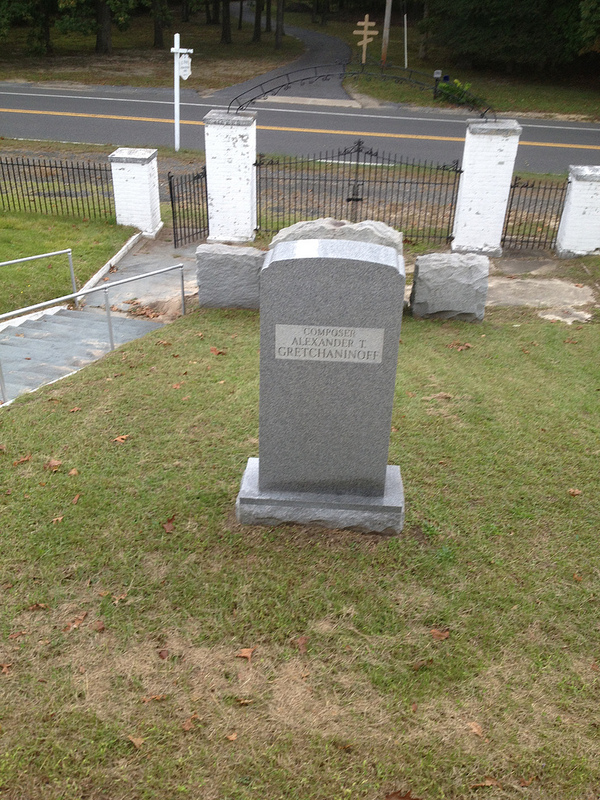
Могила А. Т. Гречанинова